# Акичкин Починок
Акичкин Починок — село в Устьянском районе Архангельской области России. Входит в состав Бестужевского сельского поселения.
Находится в 75 км к северо-востоку от райцентра, на левом берегу реки Верюга. На противоположном берегу реки расположено село Андреев Починок.
В бывшем здании школы в селе Акичкин Починок ныне проходит летняя практика учеников московской гимназии № 1514.

## Население
| 2002 | 2010 | 2012 |
| ---- | ---- | ---- |
| 65   | ↘47  | →47  |